# Chaouis
 (septembre 2019).
Les Chaouis (en chaoui : Icawiyen/ⵉⵛⴰⵡⵉⵢⵏ, en arabe : الشاوية) sont un groupe ethnique Berbère d'Algérie. Ils habitent principalement le massif de l'Aurès en Algérie, qui est leur région historique, ainsi que les régions attenantes, comme le Constantinois, et la région des Chotts, au total une grande partie de l'Est algérien.
Par la population et par le nombre de locuteurs, les Chaouis représentent le deuxième groupe berbérophone algérien, après les Kabyles.

## Géographie et territoire

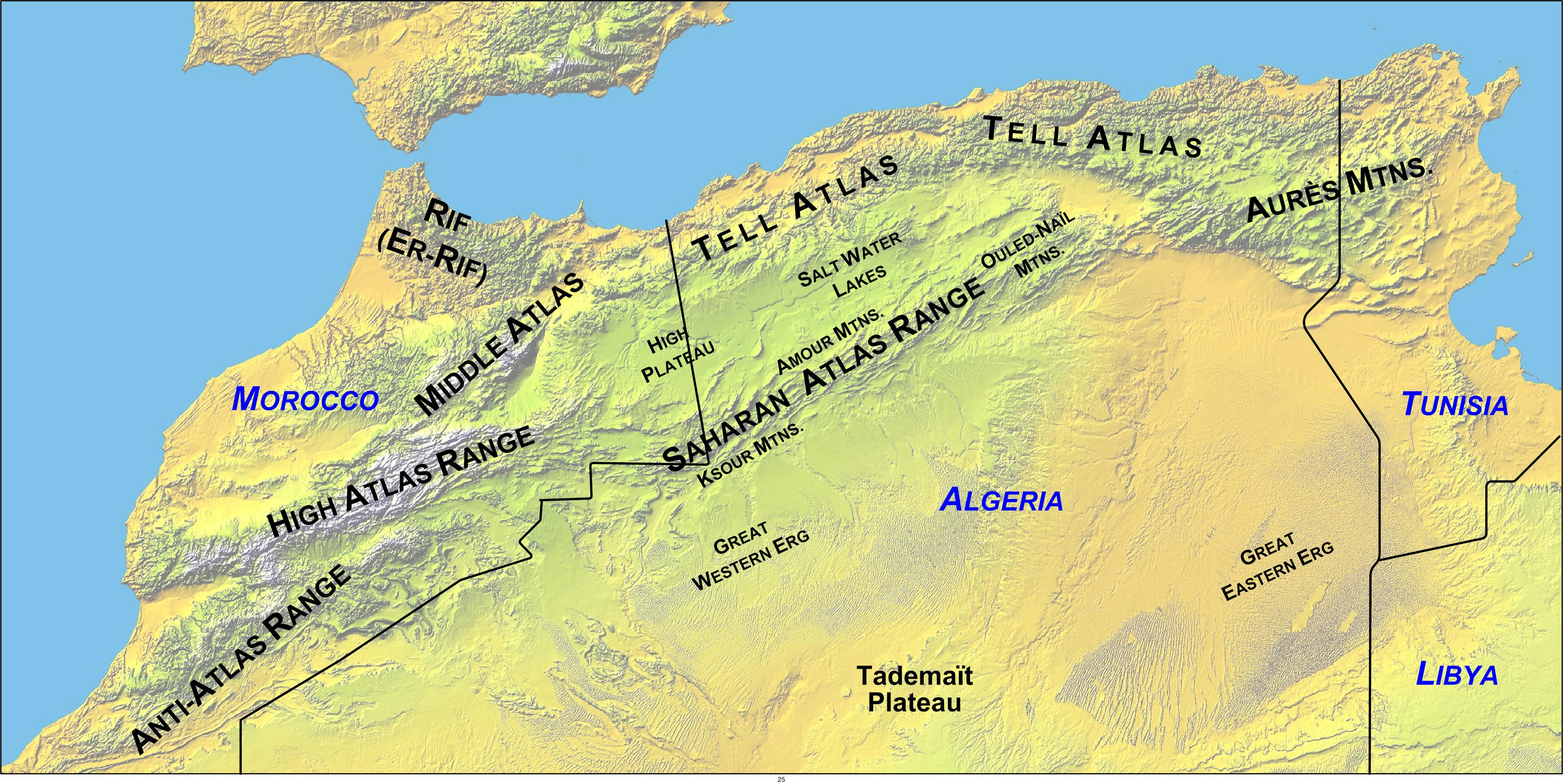
Relief du Nord de l'Afrique.

En dehors de l'Aurès, les Chaouis se trouvent dans les régions situées au nord de ce massif : les monts et plaines de Belezma, du Boutaleb, la région des chotts et les hautes plaines constantinoises.
Du point de vue du découpage administratif, les populations chaouies se trouvent principalement dans les wilayas de Batna, de Khenchela, d'Oum El Bouaghi, de Tébessa, de Souk Ahras, de Guelma, de Constantine, de Biskra, de Sétif, de Bordj Bou Arreridj, de M'Sila, d'Annaba, de Skikda, et à Mila,. Les Chaouis se trouvent donc aussi en Petite Kabylie.

## Étymologie
D'après Slane, traducteur des livres d'Ibn Khaldoun, le mot Chaoui signifie « Berger » et désigne directement les Zénètes et ajoute que ce sont ces pasteurs, qui ont fondé des dynasties musulmanes au Maghreb et en Andalousie (Ifrenides, Maghraouides, Zianides, Mérinides) et c'est par eux que les dynasties arabes se sont effondrées (en partie au Maghreb et en Andalousie).
Les Zénètes de l'Aurès alimentaient les dynasties Berbères zénètes ou autres durant toute la période de règne des grandes dynasties musulmanes au Maghreb. À force de rivalités, ils se sont affaiblis au fil du temps. La dégradation des conditions de vie et les vacuités du pouvoir provoquent l'effondrement et le désordre dans la région.
Le terme Chaoui se serait appliqué seulement à toute la population des Aurès ; il existe cependant une population au Maroc qui porte ce nom Chaouia-Ouardigha, mais elle n'a pas les mêmes caractéristiques que la population des Aurès.
Kateb Yacine considère le terme Chaoui comme péjoratif, tout comme kabyle, et berbère. Il opte pour le mot Imazighen pour désigner toute la population algérienne.
Une autre façon de désigner les habitants originaires des Aurès est « Aurésiens ».
Avant la conquête française, les autochtones n'employaient pas le mot Chaoui pour désigner l'ensemble de leur population, car ils utilisaient les noms de tribus. Le mot Chaoui désignait seulement un berger au sein des Chaouis.
Actuellement, la population chaouie se désigne comme telle, pour se reconnaître avec d'autres résidents en Algérie.

### Problématique des noms
Les historiens en langue arabe ont nommé la majorité des tribus mères sans ajouter le terme Banou. Par exemple Sanhadja, Zénètes, Lemtouna, Zwawas, etc.
Le terme Chaouis étant un qualifiant, il ne constitue pas une tribu-mère.
Les termes Abou (Père de) et ibn (Fils de) ont été introduits par les historiens en langue arabe pour désigner quelqu'un de spécifique. Le terme Banou (les fils de, au pluriel) a été introduit par les historiens en langue arabe pour décrire l'appartenance généalogique des tribus célèbres.
À l'instar des autres régions amazighes, on trouve les mêmes vocables dans la région des Aurès, le radical Aït ou Ayth ou At (fils au singulier) est très fréquemment utilisé chez les tribus d'origine Zénète : Ayth Busliman, Ayth Abdi, Ayt Daoud, etc. Ce sont des noms de tribus.
Si certains noms ont une signification berbère, surtout en référence aux tribus matrices anciennes, d'autres noms désignent des lieux ou sont des emprunts à l'arabe. Cependant, plusieurs noms de tribus et de personnes n'ont pas de signification apparente.
Lors de la colonisation française, vers le XIXe siècle, les Français ont fixé les noms des individus pour établir les dossiers de l'état civil et l'identification personnelle.

## Origine des tribus chaouis

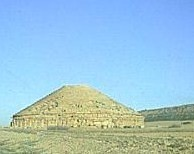
Medghassen la sépulture des rois Numide

La population des Aurès (djebel al-ʾAwrâs en arabe) se compose de peuplades diverses en plus de ses habitants originels (berbères) : à une époque reculée, ils furent rejoints par les descendants de conquérants romains et byzantins ainsi que des vandales. La tribu des zenata (awarba et jarawa) habitait le territoire au moment de la conquête islamique, puis vinrent les tribus Huwara et Luwata, particulièrement au plus fort de la guerre entre Hassan Ibn Numan et les armées de Kahina.
Enfin, l'arrivée des tribus arabes hilaliennes entre la fin du Xe siècle et le XIIIe siècle bouleversa la situation démographique dans cette montagne, les Durayd, branche des Athbaj, en habitent les plaines du Nord (Ibn Khaldun mentionne les Athbaj comme étant alors la branche hilalienne la plus peuplée et celle qui possède le plus de clans). Puis ils se déplacèrent vers le sud et s'installèrent dans les majestueuses falaises de l'Aurès, en arpentèrent les collines et les plateaux environnants. Aujourd'hui le mélange de ces deux éléments (Hilaliens et Huwwara) est comparable à une fusion entre deux gouttes d'eau. Les arabes s'y sont berberisés de même que les berbères se sont arabisés, l'un déteignant sur l'autre. On les désigne aujourd'hui par Shawiya/Chaouia - pluriel de Shawi/Chaoui (ou berger en arabe). Ce qualificatif est devenu le nom d'autres peuplades du Maghreb arabe faisant référence aux Chaouis de l'Aurès dans le contexte Algérien. (A ne pas confondre avec les Chaouis de Tamesna)
les Chaouis font partie des Zénètes (Ifren, Maghraouas, Djerawa, Abdalwadides), des Houaras et des Awarbas. Il faut ajouter à cette liste les Wassin des Aurès (Mérinides) qui sont Zénètes.
Plusieurs tribus comme les Ouled Soltane, les Bou Aoun, les Oucines vivent en Tunisie et l'auteur les classe parmi les Ouderna. Plusieurs tribus sont venues soit de l'Ifriqiya ou de la Libye et aussi plusieurs tribus ont immigré vers l'Ouest au Moyen Âge[réf. à confirmer].

## Histoire

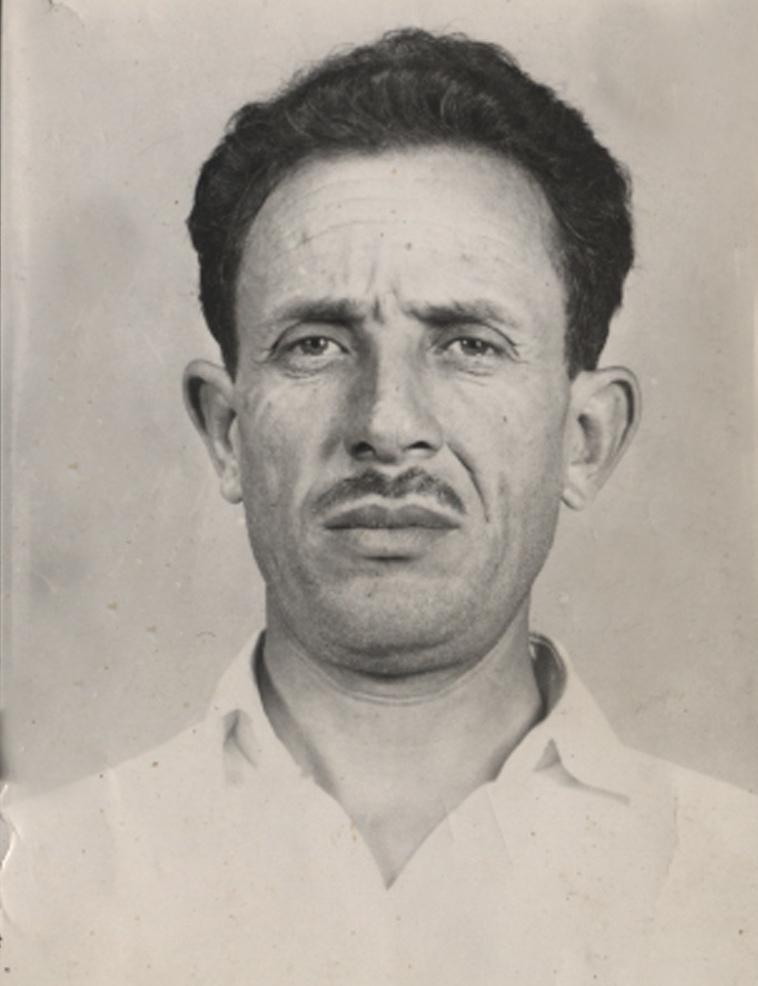
Mostefa Ben Boulaïd

Le Medracen (en berbère : ⵉⵎⴷⵖⴰⵙⵏ, imedɣasen) est un mausolée numide datant du IIIe siècle av. J.-C., situé dans les Aurès, sur le territoire de la commune de Boumia, dans la wilaya de Batna. Imedghassen est l’ancêtre des chaouis (et des zénètes plus en général). Ibn Khaldoun rapporte au XIVe siècle que, selon les références d'historiens berbères, Madghis serait l'ancêtre des Numides. Il cite Madghis comme l’ancêtre des Berbères de la branche Botr (botr est le surnom de Madghis) : Zénètes, Ifren, Maghraouas (Aimgharen), Djerawa, Zianides, Mérinides, etc. Medracen serait aussi l'ancêtre de tout les berbères en général.
Pendant l'Antiquité, la Maurétanie, la Numidie avaient le siège de la région de Cirta ( Constantine), Mila, Jijel, Skikda, Timgad, Lambèse, Tobna, Baghaï, Tebessa, Zama (actuellement connue sous le nom de Seliana en Tunisie centrale), etc., elles étaient des capitales et des villes de la population locale berbère anciennement appelée Libyens, Gétules, Zénète, Maures, etc.
Le pays chaouia, dans l’antiquité, c'est le pays des Numides soit, aux yeux des Romains, le pays des nomades par excellence. Il semble probable, au demeurant, que les Chaouia aient eu alors un genre de vie surtout pastoral et que leur nomadisme, n'étant pas surclassé par celui des Sahariens (Gétules), qui ne disposaient pas encore du chameau, soit apparu le type même de ce mode d'existence.
C'est avec Carthage que les Chaouia entrent dans l'histoire. Elle ne tarde pas à exercer sur eux une double attraction, économique et politique. Elle les associe insidieusement aux complications de son jeu impérialiste, et bientôt ces fédérations de tribus, font place à des organisations cohérentes et pourvues d'une forte autorité, tel le royaume des Massyles ou Numidie orientale (de l’est) sous le roi Gaïa, entre le royaume des Massæsyle et le territoire Carthaginois. Mais les exigences, les maladresses de Carthage irritent ces princes berbères, qui entendaient seulement se servir de son alliance. Loin de la secourir dans sa lutte contre les Grecs de Sicile, ils lui créent toutes sortes d'embarras qui la mettent à deux doigts de sa perte, puis, dès que s'ouvre le conflit entre Rome et Carthage, vont de l'une à l'autre au mépris de tout engagement et finalement portent à la puissance punique le coup de grâce.
C'est ainsi que Massinissa, fils du roi des Massyles, après une feinte soumission à ses anciens alliés, se sépare de l'armée carthaginoise en plein combat, prend parti pour Scipion et triomphe avec lui dans les deux victoires des Grandes Plaines et de Zama. C'est encore Massinissa qui, enrichi des dépouilles de Syphax et devenu roi des deux Numidies, force Carthage, par des attaques répétées, à rompre l'inaction qui lui avait été imposée et provoque par là la troisième guerre punique, d'où il sortira plus fort et plus avide que jamais. Après lui, ce sera Jugurtha qui, contre le gré du Sénat romain » confisque à son profit toute la Numidie, soutient contre Rome une guerre farouche, joint à ses talents de guerrier une aptitude à corrompre ses adversaires et ne succombe qu'à la trahison.
Intimidée, Rome s'interdit d'annexer un pays qui se révèle si foncièrement rebelle à la domination : elle se contente d'un protectorat, avec des princes de son choix qu'elle s'efforce de tenir en tutelle. Mais les troubles civils qui vont l'agiter les vaincus ou les ambitieux à chercher des complicités en Afrique, et la Numidie redeviendra tout d'un coup un foyer d'incendie. Juba Ier, roi de la Numidie orientale, prend le parti de Pompée contre César : il est vaincu à Thapsus et se suicide, le royaume de Numidie disparaît, la Province d'Afrique proconsulaire prend sa place. Allons-nous donc assister à une romanisation de la citadelle berbère ? Nulle part l'occupation romaine n'a été plus réduite à l'état de simple fiction. L'Aurès et ses abords continuent de former un îlot réfractaire, où l’autorité de Rome ne parvient pas à se faire reconnaître. Pendant longtemps, le limes ne dépasse pas la limite septentrionale de l'Aurès : c'est seulement avec Antonin et grâce à des renforts empruntés aux armées de Syrie, du Danube et d'Espagne, qu'une route stratégique traversera le massif, et c'est au temps de Commode, de Septime-Sévère et de Caracalla que le limes le contournera par le Sud. Théveste, Mascula, Timgad, Lambèse, Tobna, — longent le pied de la montagne ; la IIIe Légion, rempart mouvant de l'Afrique soumise, y tient garnison et passe le plus clair de son temps à refouler les montagnards dans leur repaire à peu près inviolé.
Plusieurs révoltes sont signalées dans la région des Aurès notamment celle de Tacfarinas de la première moitié du Ier siècle apr. J.-C., contre l'Empire romain sous le règne de l'empereur Tibère.
A la fin de l'Empire, l'offensive numide se réveille avec furie et sous une forme nouvelle : c'est d'ailleurs un des traits les plus accusés du pays que de varier, au gré des circonstances, ses moyens de lutte pour l'indépendance. qui se complique d'une révolte sociale, la jacquerie des Circoncel- lions, - ceux qui se glissent autour des fermes (circum cellas) pour piller, incendier, tuer, au nom d'un égalitarisme qui n'est au fond que le vieil esprit d'indépendance aurasien. Cependant, ce rude pays, s'il ne s'est jamais absorbé dans la Province d'Afrique, n'a pas tout à fait échappé au rayonnement romain. La nationalité romaine est offerte aux chaouis pour que ceci facilite l'intégration des nomades au monde romain. Sa civilisation matérielle et, du même coup, son genre de vie, se sont transformés. Le sens pratique du Berbère, si aiguisé, lui a découvert les avantages de l'irrigation, la possibilité et les profits de cultures et de procédés nouveaux. Les olivettes, par exemple, se sont développées. Le pays chaouia, dans ses montagnes, se mettait à pratiquer cette économie associée, qui fait aujourd'hui son originalité. Ainsi, la vie chaouia changeait de face en quelque mesure, mais elle devait puiser dans ce changement une force de résistance accrue.
En l'an 256, le christianisme fait son apparition dans la région des Aurès. Plusieurs évêques sont nommés. Augustin d'Hippone natif de Thagaste, est considéré comme le personnage le plus important dans l’établissement et le développement du christianisme occidental.
En 430, c'est tout l'Empire romain qui se retire de la région sous la pression des Vandales qui envahissent le pays. Mais les Vandales n'ont jamais pu les ramener à l'obéissance. A partir du moment où les maures le l’Aurès eurent secoué la domination vandale, ils n'eurent plus rien à craindre, ils furent les maîtres. Au pied Nord de la montagne, dans la plaine, les Maures évacuèrent tous les habitants de Timgad, qui étaient nombreux, et détruisirent la ville « à ras du sol ». C’est ainsi que voit le jours le Royaume de l’Aurès fondé par le roi Masties en 484, il fais d’Arris sa capitale.
En 533, c’est les Byzantins qui conquièrent l'Afrique, à ce moment là c’est Iaudas le roi de l’Aurès. Il tiendra longtemps en échec les Byzantins dans les Aurès, et joue un rôle important dans les révoltes berbères qui suivent la reconquête byzantine.
Au VIIe siècle les Omeyyades pénètrent au Maghreb.
Au Moyen Âge, l'appellation chaouis a vu le jour avec les historiens de l'époque comme Ibn Khaldoun. Les Chaouis sont formés par plusieurs confédérations berbères. Les plus importantes sont les Houaras, les Aurébas, les Zénètes, etc. La première révolte des berbères sera dirigée par Koceila de la tribu des Aurébas, il parvient en 683, à détruire un corps expéditionnaire omeyyade mené par le général arabe Oqba ibn Nafi, à Tahouda (près de l'actuelle Sidi Okba), expulser les occupants omeyyades de l’Est de l’Algérie et de la Tunisie moderne, et prendre Kairouan. Il meurt vers 688, lors de la bataille de Mammès.
Puis par Dihya, dite « la reine Kahina », de la tribu des Djerawas. Elle lui succède comme chef de guerre des tribus berbères vers 688, contre les armées omeyyades. Nombre de sources arabes, dont plusieurs des plus anciennes, établissent un lien explicite entre Koceïla et la Kahina. D'après l'historien al-Waqidi, Kahina se serait soulevée contre les Omeyyades, « par suite de l’indignation qu’elle ressentit de la mort de Koceila ». En 698 se déroule la bataille de l’oued nini au nord de Baghaï (actuel Aurès, en Algérie), entre les armées omeyyades du général Hassan Ibn Numan, et les forces berbères de la reine Kahina. La bataille se solde par la déroute et l'éviction des forces arabes d'Ifriqiya pendant 5 ans. De retour, 5 années plus tard, Hassan obtient du calife omeyyade Abd Al-Malik un supplément d'hommes pour s'attaquer à Kahina. Elle s'engage une nouvelle fois, mais est finalement défaite à Tabarka vers 703, cette défaite mettra un terme aux Royaume des Aurès.
Suite à sa, Les Omeyyades demandent aux Zénètes de leur fournir douze mille combattants pour la conquête de l’Andalousie comme condition à la cessation de la guerre.
L’intervention de Musa ben Nusayr règle le problème avec les Berbères en nommant Tariq ibn Ziyad à la tête de l’armée zénète et des autres Berbères (lui qui étais déjà converti depuis). Qui deviendra par la suite l'un des principaux acteurs de la conquête musulmane de la péninsule Ibérique.
Même après la défaite, le pays chaouia n'est nullement conquis. Il reste animé d'une haine tenace contre les Arabes, et les Arabes, qui ont déjà fort à faire avec le reste de l'Afrique du Nord, ne tentent pas de s'y installer. Bien mieux, l'Islam, que les Arabes ont importé et qui, comme jadis le Christianisme, va devenir pour les Chaouia une arme de grand style : ils s’opposeront directement à l’Islam chiite, et feront de l'Aures, du vie au x° siècle, l'un des plus ardents foyers de ce schisme. C'est avec eux qu'il prendra l'attitude la plus offensive.Par la suite, c’est dans l’Aurès en 934 que débute la grande révolte d'Abou Yazid, « l'homme à l’âne » contre les Fatimides (dynastie chiite). Il sera vaincu par les Zirides, alliés au premier temps aux Fatimides.
Les Berbères ont démontré leur détermination pour acquérir le pouvoir et participèrent à établir ou à faire tomber plusieurs dynasties arabes Omeyyades, Fatimides et Abbassides
Les hordes hilaliennes elles-mêmes, que les Fatimides au x1° siècle déchaîneront sur la Berbérie pour se venger de leurs mécomptes, suivront prudemment le pied du massif, et le pays chaouia sera préservé, non seulement de leur folie de destruction, mais de l'anarchie et de la démoralisation qu'elles entretiendront pendant des siècles dans le reste du pays. A l'abri de ses montagnes, l'Aurès, jusqu'au xise siècle, vivra replié sur lui-même, mais imperméable à toute intrusion prolongée : les Hafcides de Tunis n'exerceront sur lui qu'une suzeraineté nominale: quant aux Turcs, tout entiers à leur politique fiscale et peu portés à entreprendre sur la liberté des groupements, c'est tout juste s'ils obtiendront de temps en temps. La région fut autonome. Même quand il se tient à l'écart des révoltes ouvertes, le pays chaouia demeure obstinément le lieu-type de la dissidence.
À l'arrivée de l'Armée française, les tribus des Aurès feront leurs soumissions en dépit de quelques révoltes importantes comme la Bataille de Zaatcha. En 1916, les Ouled Soltane, les Bou Aoun, les tribus de la Hodna oriental, Les Saharis, tribu de Lakhder Halfaoui, Les Ouled Zian, les tribus de la montagne de Cherchar, les Seguias, les Maadid, etc., organisent une grande révolte contre l'occupation française, mais ils seront réprimés par l'Armée française. L'Armée française désigne des caïds religieux pour commander les tribus dans les Aurès. Le mouvement nationaliste s'organise dans les Aurès au début du XXe siècle. Plusieurs Chaouis vont participer aux côtés des Alliés pendant la Seconde Guerre mondiale.
Dès 1954, les Aurès sont au premier plan dans la guerre d'Algérie. Notamment  Mostefa Ben Boulaïd, né à Arris et Larbi Ben M’hidi né à Ain M’lila, font partie des six chefs qui sont à l'origine du FLN et déclenchent la révolution algérienne. Parmi les révolutionnaires un grand nombre sont issus de l'est algérien et plus particulièrement de l'ethnie amazigh (berbère) des chaouis.
En 1962, l'indépendance est proclamée. Les Aurès font partie de l'État algérien indépendant, ils y ont énormément contribué.

## Société

### Organisation sociale

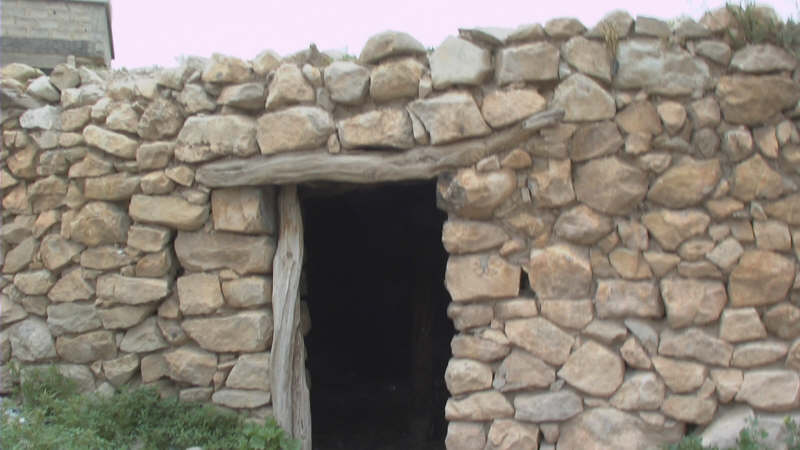
Maison traditionnelle chaouie

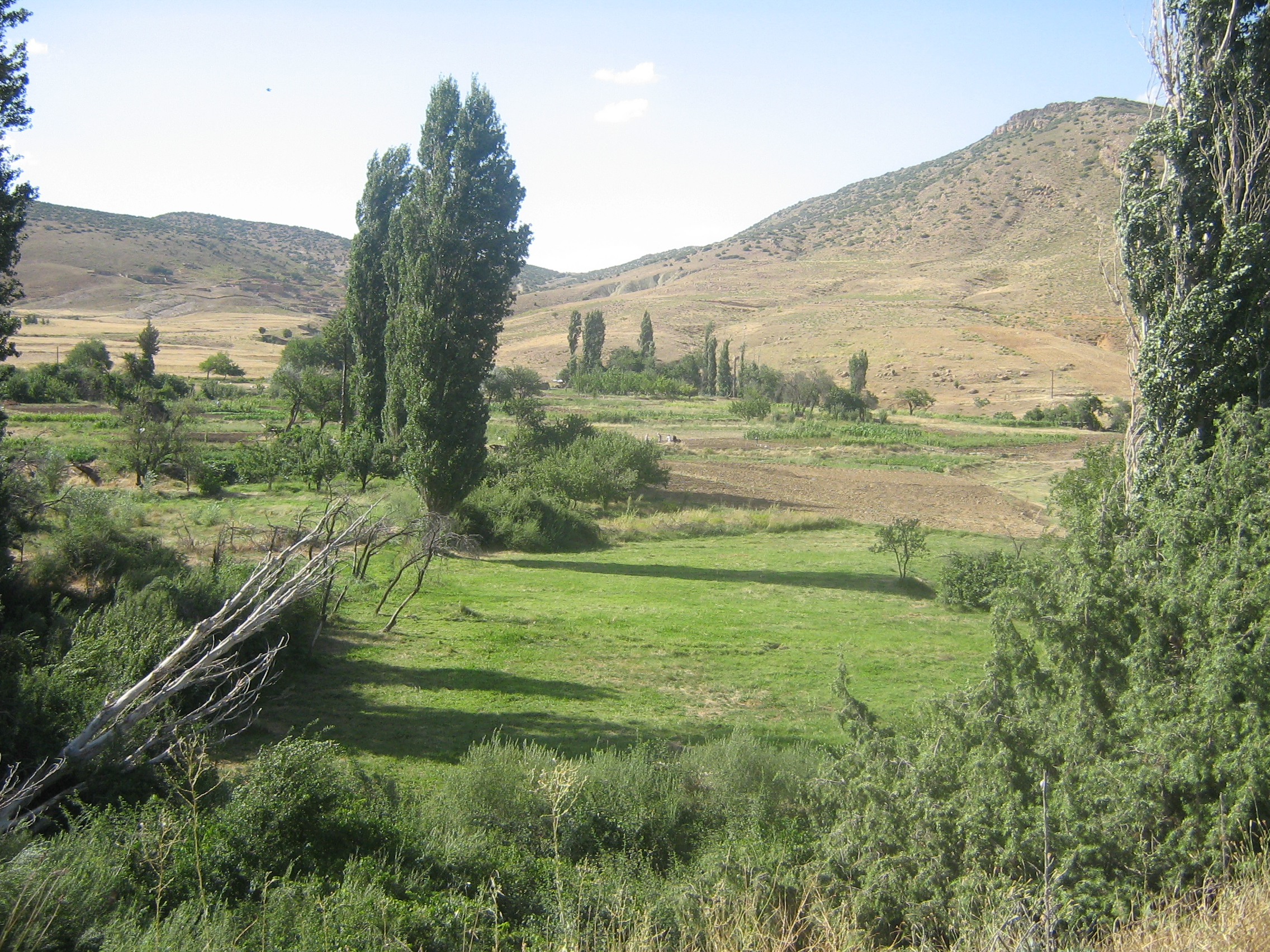
Image prise à partir du village d'Ighz'ar n Taqqa ou Oued taga dans les Aurès

Les Chaouis sont en majorité à l'origine de rudes montagnards. La plupart des Chaouis étaient semi-sédentaires, ils habitaient des maisons en pierre et terre. La famille est patrilinéaire et matrilinéaire, selon les tribus ou les familles. Les Chaouis ont une organisation tribale et familiale. En général, il y a un chef de tribu qui prend les décisions importantes politiques et civiles du clan ou à l'occasion de guerre contre une autre tribu. Les individus du même clan ont le droit à la parole et la décision est prise par les plus anciens du clan et les plus courageux. De plus, chaque région a son modèle de fonctionnement.
La femme a le droit de parole et partage l’avis de l'homme. Cependant, la femme n'avait pas le droit à l'héritage au XIXe siècle dans certaines tribus. Les anciennes tribus chaouis qui étaient alliées aux kharidjites sufrites berbères avaient une conception différente de l'islam. Les sunnites et les chiites berbères ne partagent pas cette conception des faits. Les Zénètes donnaient le pouvoir aux femmes comme le cas de la Kahina. Actuellement, le sunnisme est pratiqué par toutes les tribus de la région des Aurès.
Chaque tribu a ses us et coutumes dans les Aurès. Plusieurs conflits entre tribus ont été signalés par quelques historiens au XIXe siècle. Les causes principales des conflits entre les tribus sont l'eau et la terre. Les mœurs étaient dégradées, les crimes, les razzias, les guerres tribales, etc. Le divorce ou la répudiation était un acte courant chez certaines tribus Chaouis. Les confréries religieuses se sont mobilisées pour contrôler les tribus. L'aspect communautaire est important chez les Chaouis. Plusieurs greniers utilisés comme garde-manger sont aménagés par la population locale dans des abris montagneux.
Les habits sont confectionnés par les femmes, ils sont fabriqués en laine (kachabia (genre de burnous), tapis, couverture (haouili), Tricot, robe, burnous, chèche, etc. L'argent sert à faire des bijoux qui sont différents de ceux des Kabyles. Le cuir et les peaux sont utilisées pour confectionner les chaussures, les montures, les sacs, les outres (guerba). Les hommes et les femmes prennent leurs repas dans des salles à manger séparées lors des fêtes. L'art est présent dans la poterie, les femmes fabriquent les ustensiles de cuisine pour l'usage et la décoration. Le bois est utilisé aussi pour les ustensiles de cuisine.

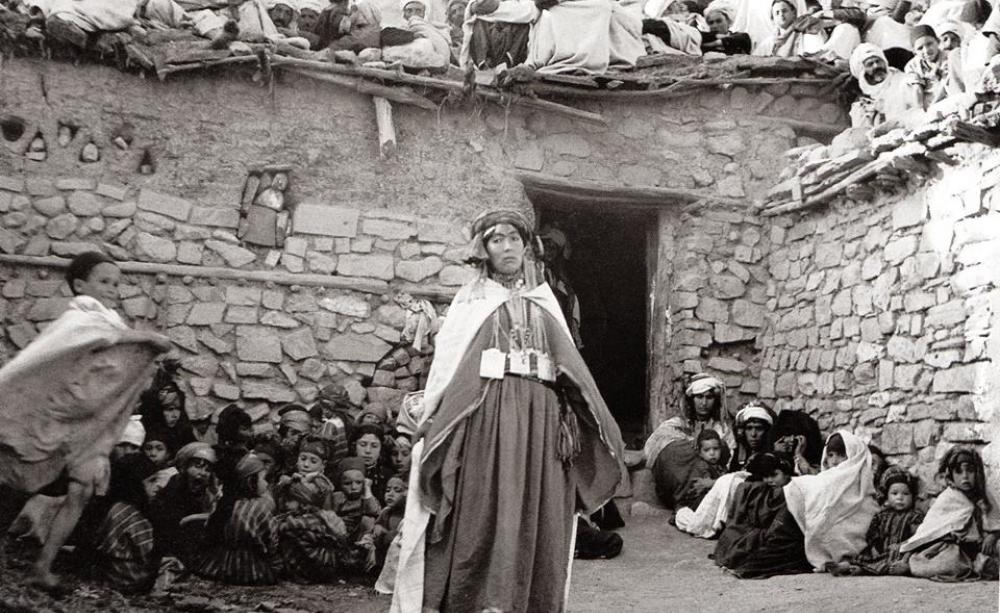
Villages des Aures, dans les années 1930.

Les femmes éduquent les enfants pour leur apprendre la langue berbère orale. L'éducation est inspirée des principes de l'islam. Les enfants apprennent la langue arabe en premier puis le français dès leur jeune âge à l'école. Avant, les hommes étaient en majorité des bergers et d'autres faisaient du commerce. À l'époque actuelle, les hommes exercent plusieurs métiers, ainsi que les femmes. Dans les douars et dans les régions montagnardes, la femme s'occupe de toutes les grandes tâches ménagères de la maison. Elle s'occupe du budget et du travail de la terre. Les jeunes Chaouis s'occupent également des animaux domestiques (chèvres, poules, traite des vaches, etc.).
Avant les années 1990, Les femmes ramassaient le bois pour faire du feu et apportaient l'eau à la maison. La plupart des douars étaient dépourvus d'électricité et d'eau courante. Le lavage des vêtements s'effectue en rivière en été. La femme se marie à condition que le futur mari puisse donner une forte somme d'argent et offrir une grande quantité d'or (plusieurs bijoux). La cérémonie de mariage est particulière dans les familles chaouies, mais elle diffère d'une famille à l'autre. Les femmes n'ont pas le droit de se marier avec un étranger en général. Elle doivent se cacher à la vue d'un homme étranger ou mettre une écharpe. Cependant, les us et costumes sont différents pour chaque tribu Chaouie.
La médecine traditionnelle chaouie utilise des plantes pour la guérison de certaines maladies. Le beurre salé (dhane) est très utilisé contre la toux, ainsi que le miel et l'huile d'olive. Les femmes des régions montagnardes consultent souvent les marabouts pour prendre le pouvoir aux hommes. Le henné est utilisé comme un produit cosmétique et de beauté pour les femmes et les enfants. Plusieurs rites et fêtes sont célébrés (le jour de l'an, la fête de l'automne, les rogations, les fêtes musulmanes, etc.) dans la région des Aurès et selon les tribus. Chaque tribu a sa manière de fêter et selon un calendrier propre à chaque tribu et à chaque région. À Menaa, la fête de Bou Ini qui était célébrée peu avant la colonisation française consiste à faire un changement d'une pierre de la maison et à changer la terre qui entoure le foyer. Le rite se déroule huit jours avant la fin de l'année et est pratiqué par les femmes.
Avec la mondialisation et la modernité, plusieurs changements ont affecté les Chaouis dans leur mode d'organisation sociale. Il existe une forte diaspora de Chaouis en Europe et en Amérique du Nord.

### Tribus et situation actuelle

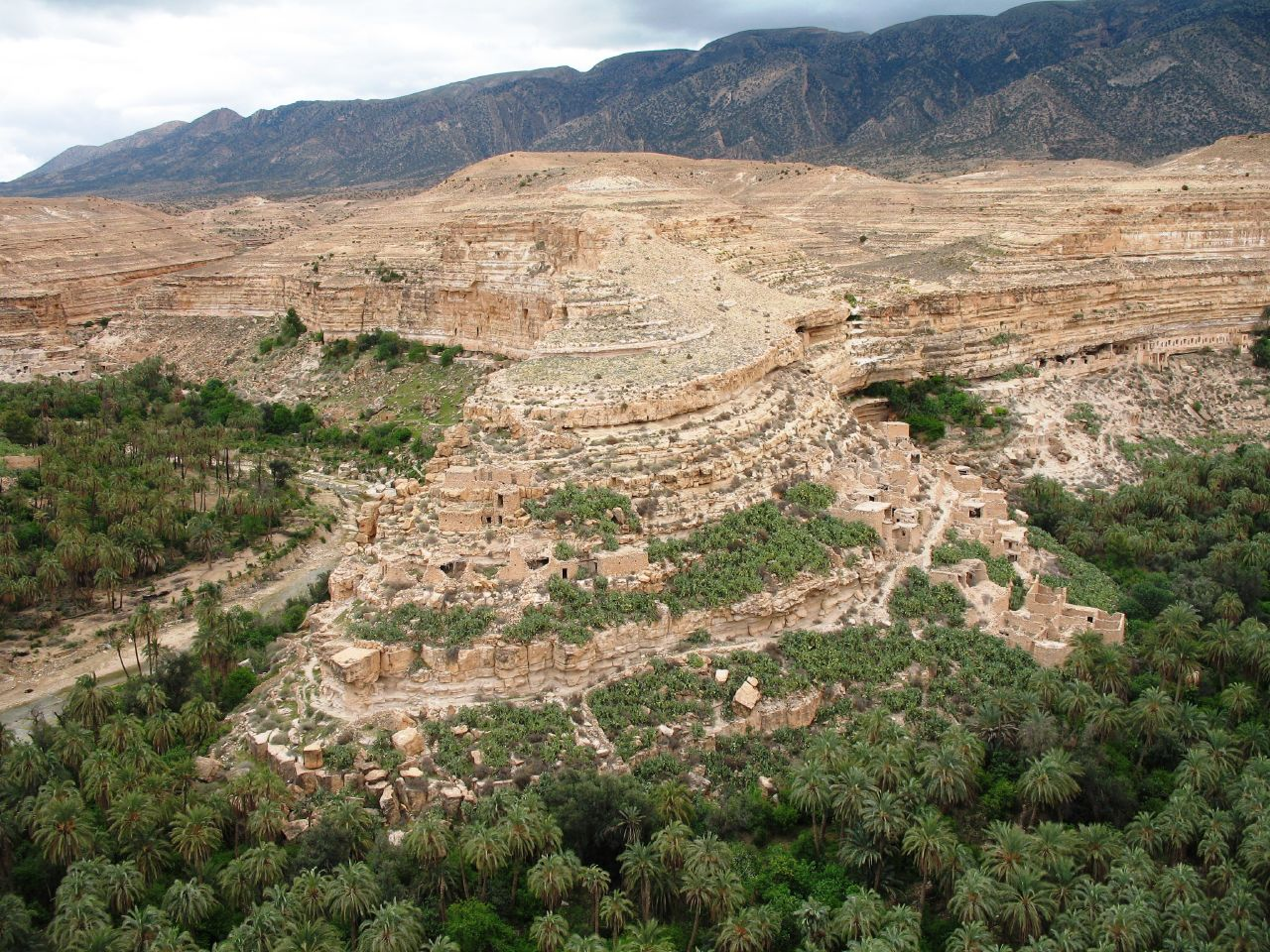
Ghoufi

Les tribus chaouies ont été recensées par Mohamed Nadir Sebaâ. D'autres historiens français ont réalisé quelques études sur les tribus chaouies. Les historiens du Moyen Âge ont également pu établir toute la liste des tribus de la région des Aurès et du Maghreb.
Les chaouis sont actuellement concentrées dans les grandes villes comme Batna, Khenchela, Oum el Bouaghi, Barika, M'Sila, Biskra. Un important exode rural a débuté au XIXe siècle, à cause des conditions difficiles des zones montagneuses et rurales. Une forte communauté kabyles vit dans les Aurès. Ceux-ci vivent principalement dans les villes des Aurès. Les Mozabites, un groupe zénète vivent aussi dans la ville de Batna et de Khenchela depuis le début du XXe siècle.

### Ethnographie et littérature

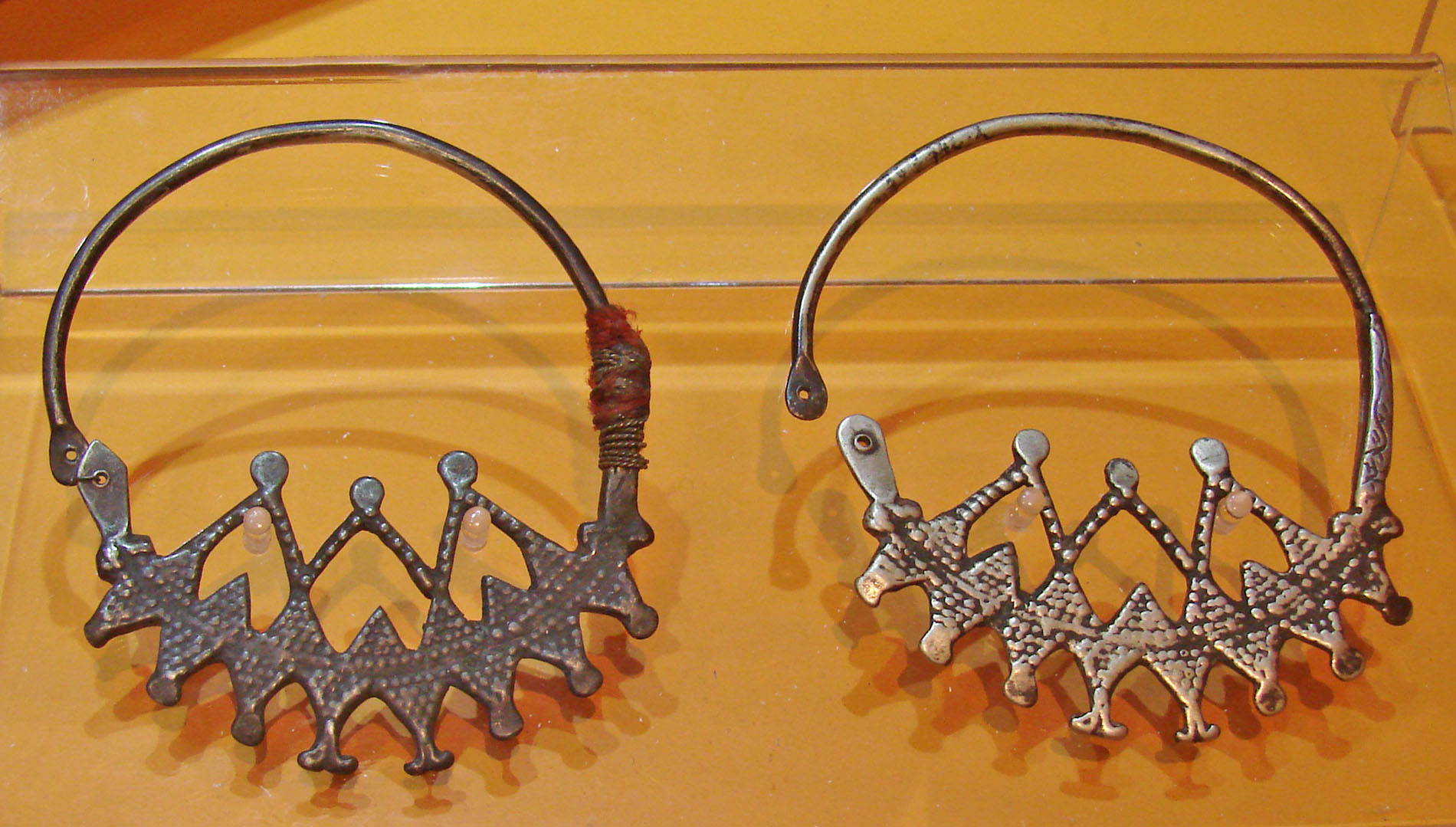
Bijoux chaouis, musée de l'Homme, lors d'une exposition consacrée à Germaine Tillion.

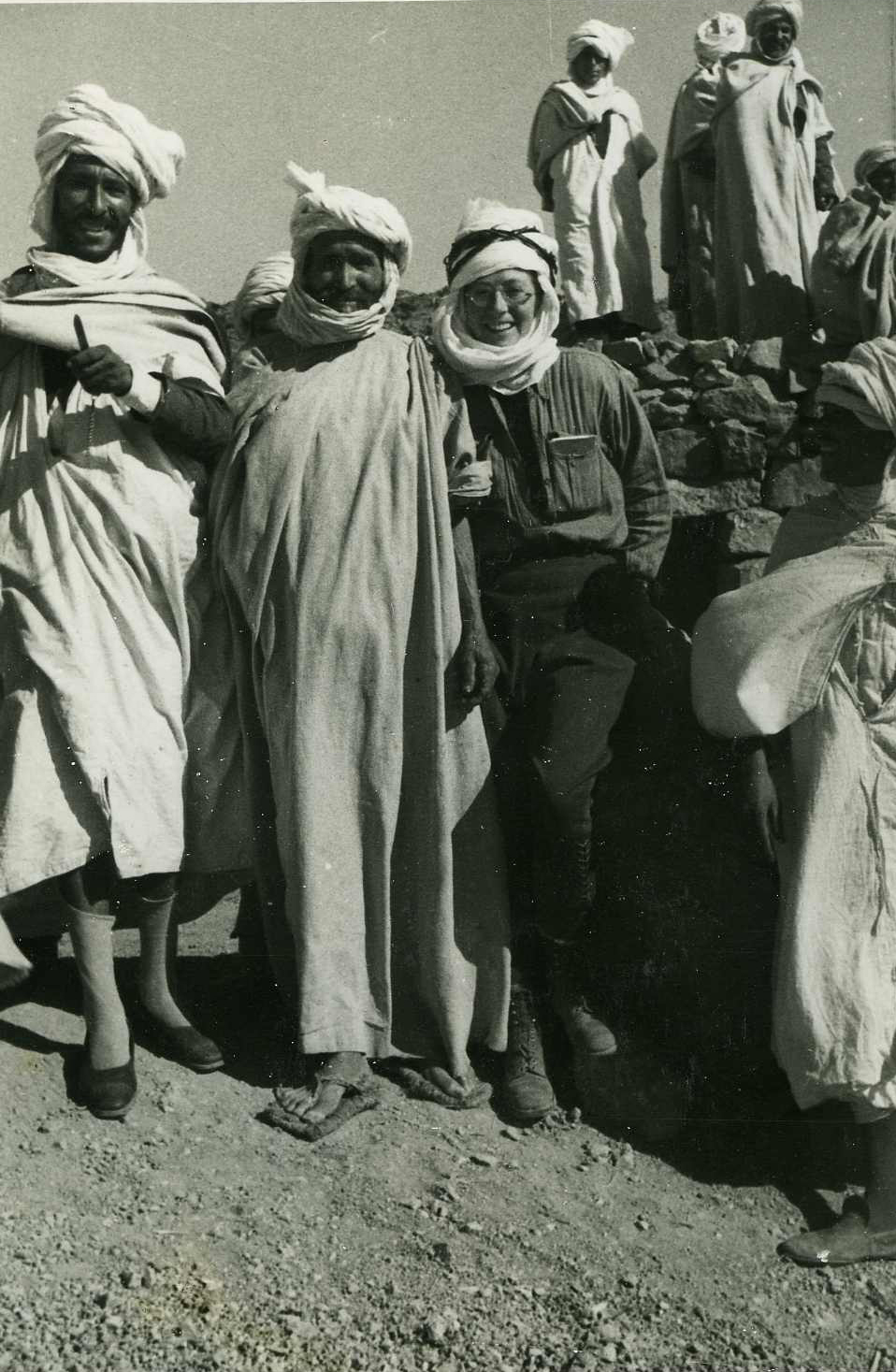
Thérèse Rivière dans les Aurès en 1936

Dans sa thèse (université d'Alger, 1928), Mathéa Gaudry décrit la vie des femmes chaouies des Aurès. Elle trace l'historique de la Kahina et décrit les us et coutumes de cette région, les jeunes Chaouies ainsi que la vie quotidienne des femmes durant la période coloniale.
Un peu plus tard, l'ethnologue Germaine Tillion a séjourné dans les Aurès une grande partie de 1934 à mai 1940, principalement avec la tribu des Ouled Abderrahmane (Kebach), à l'époque dans le douar Tadjemout de la commune mixte d'Arris (actuellement dans la commune d'El Mizaraa). Elle a fait un important travail scientifique sur la région des Aurès, mais une grande partie a été perdue au cours de la Seconde Guerre mondiale, et ce n'est que récemment qu'elle a publié ce qui lui était resté de son travail. Elle est revenue au début de 1955 en mission d'observation et a constaté la dégradation des conditions de vie depuis son premier séjour.
Une autre ethnologue, Thérèse Rivière, qui travaillait dans l'Aurès en 1935-1936, a publié une série d'études et mis en place une exposition sur les Chaouis en 1943 au Musée de l'Homme à Paris ; récemment, Fanny Colonna a publié Aurès/Algérie, 1935-1936, qui présente un grand nombre de photographies de la société chaouie réalisées par Thérèse Rivière.
Liliane Amri, Française mariée à un Algérien chaoui, est l'auteur du roman La Vie à tout prix, une autobiographie qui décrit la vie dans les Aurès, en particulier celle des femmes, pendant les années 1960 à 1990.

## Culture

### Langue
Pour des articles plus généraux, voir chaoui et berbère.

Aire linguistique du Chaoui, ainsi que du Kabyle, dans le nord-est algérien.

Les Chaouis parlent le chaoui, cependant il existe aussi des arabophones comme les Ouled Derradj, cela est dû au contexte historique de la région de l'Aurès et de ses environs. La langue française est enseignée dans les écoles. Le chaoui fait partie du parler Berbère Zénète. Il existe plusieurs variantes selon les tribus. Le nombre de locuteurs de la langue chaouie était estimée à 2 870 000 de locuteurs du chaoui pour une population de 34 millions d'Algériens en 2005.

### Gastronomie

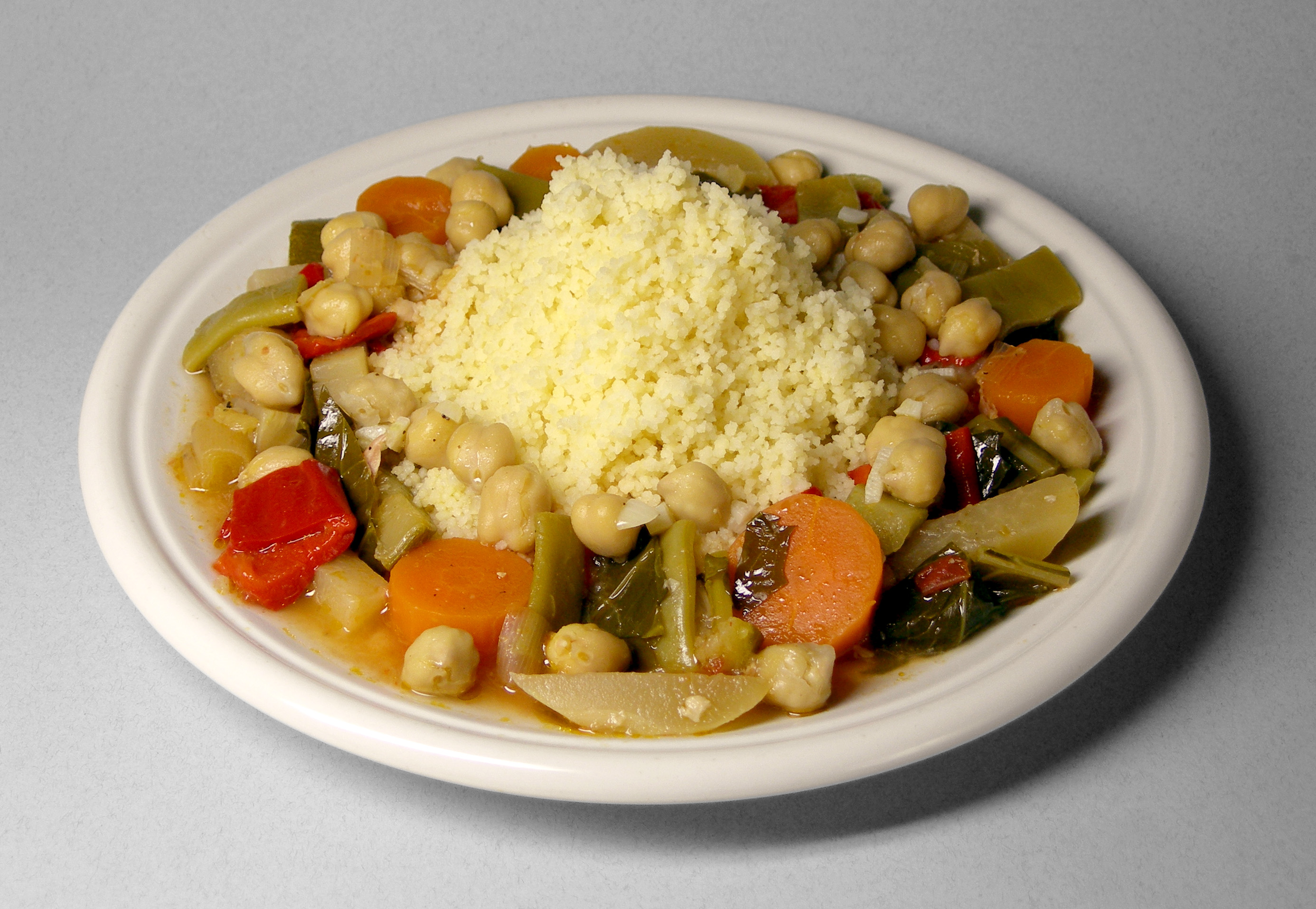
Assiette de couscous avec pois chiches et légumes.

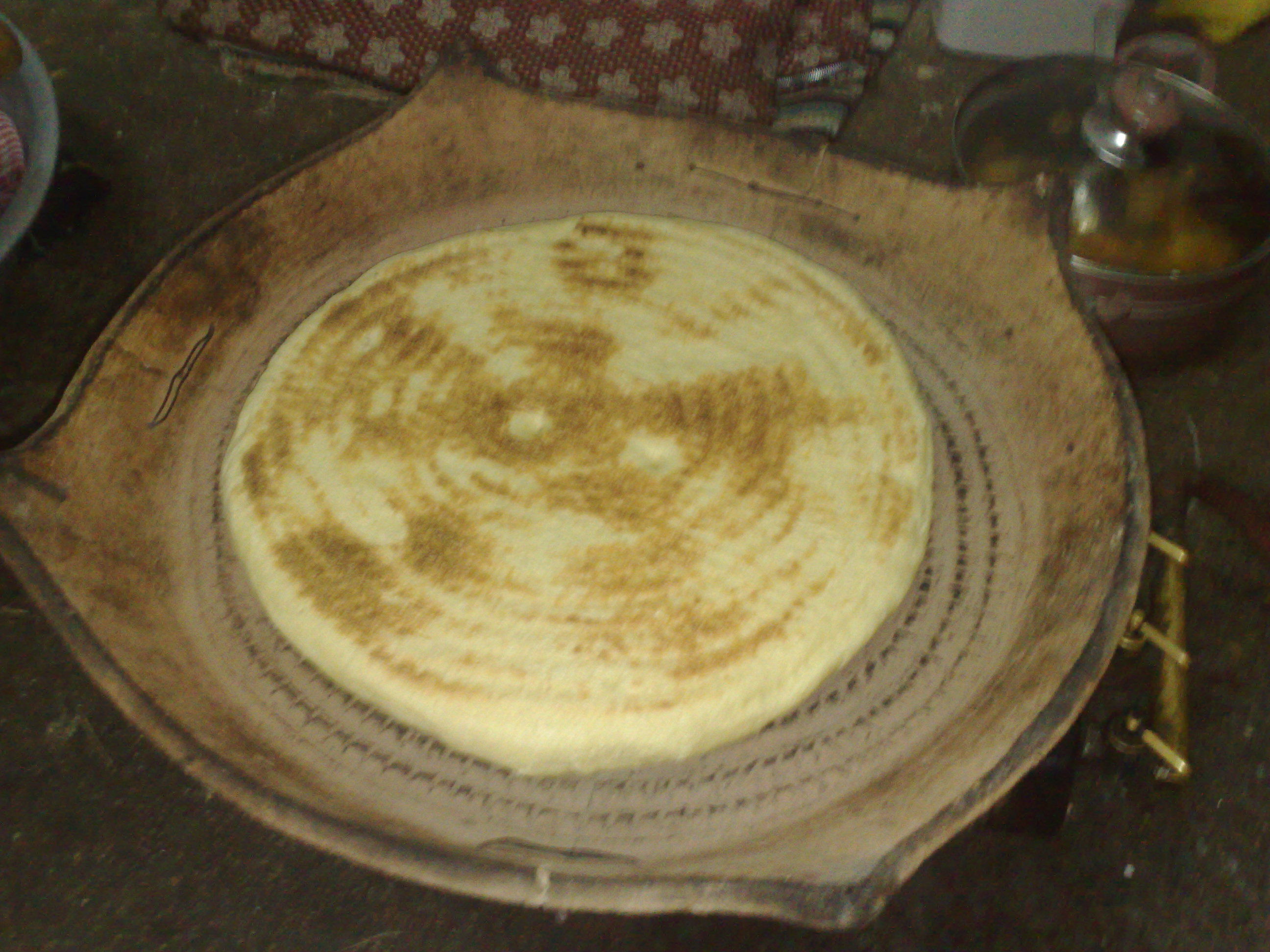
le pain des chaouis (Ex. de Merouana).

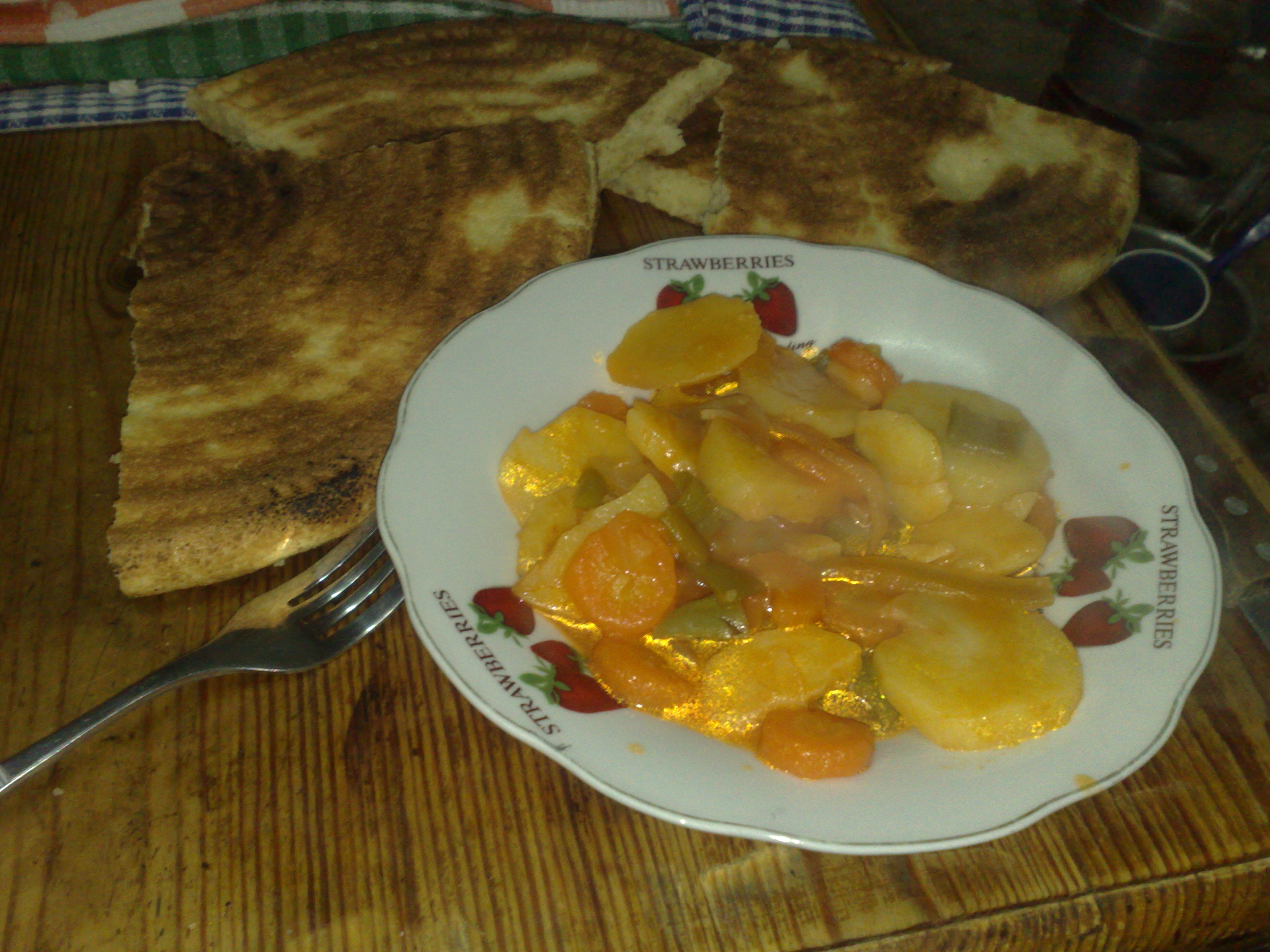
le pain des Chaouis et plat de Pomme de terre avec légumes (Ex. de Merouana).

Les femmes chaouies préparent des repas spéciaux lors des fêtes et des cérémonies de mariages. Le couscous chaoui, dit « Taberboucht » (Berboucha) ou « Seksu », est différent de celui des Kabyles. En général, la cuisine de l'Est de l'Algérie représente la tradition culinaire des Chaouis tel que Tachekhchoukh (chakhchoukha), le Tletli, l'Aiche, l'Ousbane, la Aghrum, la Harchaia, El Mergua ou Djari, Ziraoui, Zrir, lrfis etc. Dans les régions montagnardes, les femmes conservent certains aliments grâce à la technique du séchage. Les Chaouis ne connaissaient pas la conservation au moyen du vinaigre, parmi les produits qui étaient conservés : le poivron, les tomates, la viande, le beurre salé, les figues, l'huile d'olive, le miel, etc.
Les plats typiques chaouis sont :
- la bounarine : gratin à base de viande d'agneau hachée et d'œuf ;
- la bouadane : boyau d'agneau farci de viande d'agneau hachée et de condiments, il se fait à l'Aïd el-Adha ;
- boulfaf : foie d'agneau aux aromates enveloppé de graisse d’épiploon, il se fait à l'Aïd el-Adha ;
- berboucha bel'hemm (ettam, couskssi) : couscous au gigot d'agneau et aux légumes ;
- berboucha bel hlib, guedid oul kabouya : couscous à la sauce lactée aux légumes (potiron) et à la viande salée séchée. Plat hivernal typique des familles modestes ;
- laïch el Har bel gueddid : gros grains de semoule à la sauce rouge pimentée et à la viande salée séchée, plat hivernal ;
- chakhchoukha : feuilles de pâte émiettées ou non, cuites et arrosées de sauce rouge épicée, au bœuf et poulet ;
- variétés de galettes : El Qassra (au levain), Rekhsiss (sans levain), Laghrayef (Baghrir), El Msemnettes (Msemen), Errougag ;
- el Mahjouba : feuilles de pâte cuite farcies aux condiments, ail, oignon, tomate et piment ;
- achourchour ou Oum Erzayem : Rekhsiss émietté à la sauce aux légumes (tomate, oignons, pommes de terre) et arrosée de beurre fondu ou smen ;
- kessra oudchicha : feuilles de pâte cuite émiettées noyées dans une sauce rouge à base de blé concassé ;
- zirawi ou Erfis Ezziraoui : une spécialité locale fort prisée par les batnéens. C'est un agrégat fait de semoule cuite en galette dure, écrasée pour en faire une fine pâte imbibée de miel, de smen et saupoudrée de noix concassées ;
- pâtisserie traditionnelle : Erfiss, Bradj, Erbii, Tamina ou Rouina ;
- plats importés de Constantine et adaptés localement : Trida, Tadjine lahmar (lahlou), ljéri.

### Musique
Le folklore est diversifié dans les régions des Aurès. La musique traditionnelle est représentée par de nombreux chanteurs aurassiens. Les premiers chanteurs qui ont connu un succès international sont Aissa Jermouni et Ali Khencheli. Le style Rahaba est propre à la région. De plus, plusieurs styles de musique existent comme la musique arabo-andalouse, le genre Zorna, la musique sétifienne et le Diwan. Quelques musiciens s'inspirent également de la musique occidentale. Un autre genre de musique moderne s'est imposé dans la région : un mélange de rock, de blues, de folk et de metal interprété en langue chaouie, arabe et anglais.
Les femmes ont pu avoir leur place sur la scène nationale. La télévision algérienne a diffusé les chansons de Thelja (Ya Saleh) et de Beggar Hadda dans les années 1970. Houria Aïchi a enregistré plusieurs albums en France.
On retrouve le Bendir (percussions), la Zurna et la gasba (qui sont des instruments à vents) dans les fêtes chaouis tels que les mariages, naissances ou autres rassemblement symbolisant la joie.

## Économie

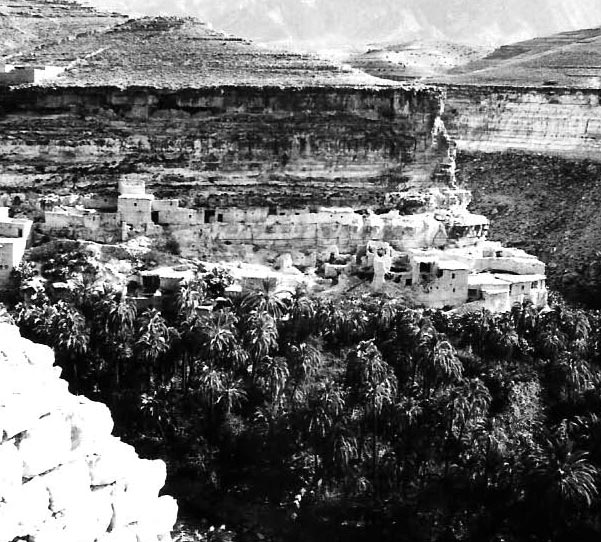
Les Gorges du Rhouffi.

### Économie traditionnelle
L'élevage, l'agriculture et le commerce font partie des traditions des Chaouis. Le commerce est pratiqué exclusivement par des hommes. Les tribus construisent des maisons dans les hauteurs des vallées des Aurès et choisissent un endroit pour bâtir des greniers. Le grenier est un lieu où sont entreposés des aliments naturels pendant plusieurs années. Des cérémonies sont organisées chaque mois de mai dans ce lieu. L'eau est également bien préservée.

### Économie moderne
Pendant la colonisation française, le taux de scolarisation de la région des Aurès était l'un des plus bas de l'Algérie. Après l'indépendance du pays, la majorité des douars ne disposaient pas de l'électricité ni de l'eau courante. L'exode rural des années 1970, a conduit l'État algérien à relancer plusieurs projets pour freiner cet exode. La région a connu également une forte immigration vers la France. Dans les années 1960, la majorité des Chaouis travailleront sur les chantiers de construction.
Le projet de réforme agraire, la construction d'établissements scolaires (écoles, centres de formation, université), la scolarisation obligatoire vont améliorer graduellement la situation économique de la région. L'industrialisation dans les villes commence à l'époque du président Boumedienne. La région va connaitre la construction de routes, de ponts et de l'aéroport de Batna, l'installation du réseau électrique et du gaz naturel dans les zones éloignées. La guerre civile algérienne, le banditisme et le tribalisme vont freiner l'économie de la région dans les années 1990. Dans les années 2000, les compagnies chinoises investissent dans la région.

## Histoire religieuse
Pendant l'Antiquité, les cultes berbères étaient pratiqués librement au début de la présence romaine. Au musée de Timgad, plusieurs fresques représentent les divers cultes Berbères. Hérodote mentionne que les Berbères antiques vénéraient la Lune et le Soleil, auxquels ils offraient des sacrifices. Ifri, déesse de la guerre, très influente en Afrique du Nord, était considérée comme la protectrice des marchands et figurait à ce titre sur les pièces de monnaie berbères. Pline l'Ancien écrit qu'en Afrique, personne ne prenait de décision sans invoquer Africa (nom latin d'Ifri). Après la conquête romaine, elle figurait toujours sur les pièces. Gurzil (ou Agurzil) est une divinité à la tête de taureau, fils d'Ammon. Corippus mentionne un certain Laguatan (la tribu des Zénète Luwata), grand prêtre de Gurzil, combattant les Byzantins, qui l'auraient tué alors qu'il tentait de s'enfuir avec les icônes de Gurzil. Pendant la période Numidie, à N'Gaous dans les Aurès, plusieurs stèles africaines (Molchornor « sacrifice d'un agneau » ou stèles de Saturne avec mention d'un sacrifice particulier) ont été trouvées par les chercheurs et signalées par les historiens.
L'influence de l'Église était considérable au temps de Saint Augustin, chez les donatistes et également lors des Byzantins. Avant l'islamisation, certains berbères étaient également païens. Au Moyen Âge, selon l'historien Ibn Khaldoun, à la veille de la conquête musulmane du Maghreb, plusieurs tribus berbères pratiquaient le judaïsme. Il rapporte : « Une partie des Berbères professait le judaïsme, religion qu'ils avaient reçus de leurs puissants voisins, les Israélites de la Syrie. Parmi les Berbères juifs, on distinguait les Djeraoua, tribu qui habitait l'Auras et à laquelle appartenait la Kahena, reine qui a résisté à l'invasion musulmane et fut tuée au cours d'un des nombreux combats qu'elle avait livrés. Les autres tribus juives étaient les Nefouça, Berbères de l'Ifrikïa, les Fendelaoua, les Medîouna, les Behloula, les Ghîatha et les Fazaz, Berbères du Maghreb-el-acsa ». Mais d'après Gabriel Camps, les deux tribus berbères, Djerawa et Nefzaouas, étaient de confession chrétienne avant l'arrivée de l'islam.
Pendant l'islamisation, la population chaouis était Kharidjites en opposition au régime totalitaire. Mais l'arrivée des fatimides va basculer la région dans le dogme chiite pendant plusieurs années jusqu'à ce que les Hammadides se détachent du régime chiite et fassent allégeance aux Abbassides. Le mouvement almohade est fondé, au début du XIIe siècle, par Muhammad ibn Tumart. Il s’oppose au rite malikite pratiqué par les Almoravides, il était influencé par le chiisme. Par la suite, Abd al-Mumin (Almohades) et sa famille prennent tout le Maghreb jusqu'à l'arrivée au pouvoir du dogme sunnite des Hafsides et des Zianides. Les Hafsides avaient le pouvoir dans le Constantinois et les Zianides n'imposeront pas une doctrine quelconque, mais la population imposera le malékisme. La construction des mosquées importante était seulement dans les villes à forte concentration jusqu'à l'arrivée des mouvements des zaouia ou des marabouts qui ont joué un rôle dans la société. Dans les montagnes, chaque tribu ou confédération construisait une mosquée en pierre destinée au clan.

## Sports
L'US Chaouia est le seul club Chaoui à avoir remporté jusqu'à présent le championnat algérien en 1994. Malgré le nombre de clubs dits Chaoui ou des Aurès tels que le CA Batna, l'AB Merouana, le MSP Batna, L'USM Khenchela, L'IRB Khenchela, ASAM Ain M'lila, USMAB Ain Beida, l'US Tebessa et malgré la présence constante des clubs Chaouis sur le devant de la scène footballistique, les clubs des Aurès peinent à reporter des titres. Cela étant du essentiellement au fait que les talents formés dans ces clubs s'expatrient très rapidement dans les clubs alentour pour des raisons sportives mais aussi financières.
Plusieurs joueurs de football chaouis expatriés ont brillé par leur résultats tels que Antar Yahia, Ryad Boudebouz et Nadjem Lens Annab Salem Mabrouk, Najib Ammari et Yanis Abbès.
Le boxeur algérien chaoui Fodil Madani est né à Batna,,.

## Personnalités notables
Parmi les autres grandes figures de l'histoire contemporaine du territoire des Chaouis, on compte :
- Fatma Tazoughert, reine des Aurès au XVIIe siècle.
- Si Muhammed Sadok Ben El Hadj, initiateur de la guerre des Aurès de 1858, leadeur et moujahid de la tribu des chorfa Si Sadok.
- Aïssa Djermouni (1886-1946), chanteur et poète né à M'Toussa et mort à Aïn Beïda
- Mohamed Laïd Al-Khalifa (1904-1979), poète ayant vécu à Batna jusqu'à son décès en 1979. A écrit plusieurs poèmes sur Batna et les Aurès.
- Mostefa Ben Boulaid (1917-1956), chef historique du Front de libération nationale (FLN) durant la guerre d'Algérie, surnommé le « père de la Révolution algérienne ».
- Beggar Hadda (1920-2000), chanteur
- Larbi Ben M'Hidi (1923-1957), combattant et héros de la guerre d'indépendance.
- Si El Haouès (1923-1959), de son vrai nom Ahmed Ben Abderazak, combattant et héros de la guerre d'indépendance.
- Abbas Laghrour (1926-1957), moudjahid durant la guerre d'Algérie.
- Driss Amor dit Si Faycal né en (1931-1959), à El Kantara dans les Aurès, commandant de la guerre d'indépendance.
- Mohamed Djeghaba né en (1935-), à El Kantara dans les Aurès, combattant de la guerre d'indépendance et ancien ministre des moudjahidines (de 1986 à 1989).
- Ahmed Gaïd Salah (1940-2019), militaire né à Aïn Yagout
- Liamine Zéroual (1941-), président de l'Algérie de 1994 à 1999
- Slimane Benaïssa (1943-), acteur né à Guelma
- Rabah Saâdane (1946-), joueur et entraîneur de football, né à Batna
- Othmane Ariouat (1948-), acteur (né à M'doukal, Wilaya de Batna) ayant joué dans plusieurs films algériens historiques, sociaux, comiques, dramatiques.
- Dahmane El Harrachi (1926-1980)  grand chanteur Chaâbi (Algérie) originaire de Djellal dans la Wilaya de Khenchela
- Samia Ghali (1968-), femme politique née en France
- Ali Bougheraba (1976-), acteur (né à Marseille, France)
- L'Algérino (1981-), rappeur (né à Marseille, France) originaire de Khenchela
- Antar Yahia (1982-), footballeur né en France

#### Auteurs anciens
- Ibn Khaldoun, Histoire des Berbères (traduction Slane), Alger, Éditions Berti, 2003
- Ernest Mercier, Histoire de l'Afrique septentrionale depuis les temps les plus reculés jusqu'à la conquête française (1830), 1868, tome 1, p. 188,
- Lieutenant-colonel Delartigue, Monographie de l'Aurès, Constantine, 1904

#### Ouvrages récents
- Germaine Tillion, Il était une fois l'ethnographie, Paris, Le Seuil, 2000
- Germaine Tillion et Nancy Wood, L'Algérie aurésienne, Paris, La Martinière, 2005 (photographies)
- Thérèse Rivière et Fanny Colonna, Aurès/Algérie, 1935-1936 : photographies, Alger, Office des publications universitaires et Paris, Maison des Sciences de l'homme, 1987 [suivi de : Fanny Colonna, Elle a passé tant d'heures...]
- Liliane Amri, 'La Vie à tout prix : des camps de la mort aux gourbis des Aurès, Paris, Presses de la Renaissance, 1999  (ISBN 2-85616-710-1)
- Mohamed Nadir Sebaa, L'Histoire, les Aurès et les Hommes, Alger, Éditions Numidia